# 太宰府インターチェンジ
太宰府インターチェンジ（だざいふインターチェンジ）は、福岡県太宰府市と大野城市にまたがる九州自動車道・福岡高速2号太宰府線のインターチェンジである。
太宰府市のほか、大野城市や福岡空港などへの最寄りインターチェンジとして機能している。また鳥栖方面から福岡市へ向かうときに便利で、福岡市と九州各県を結ぶ高速バスのほぼ全ての便が経由するなど、通行台数が非常に多く、朝夕ラッシュ時や行楽シーズンは鳥栖方面から降りる車で渋滞が発生することがある。筑紫野IC開業までは筑紫野市への最寄りインターチェンジでもあった。
鳥栖方面は当ICを境に交通量が急増し、久留米まで片側3車線区間となる。福岡方面は片側2車線である。鳥栖方面から当インターを起因とした渋滞が多発していたため、出口の改良が行われた（後述）。
西日本高速道路九州支社道路管制センター・福岡県警察高速道路交通警察隊本隊が隣接している。

## 道路
- E3 九州自動車道（8番）

## 接続する道路
- 国道3号
- 福岡高速2号太宰府線

## 料金所
- ブース数：21

### 入口
- ブース数：6
  - ETC専用：3
  - ETC/一般：１
  - 一般：２

### 出口（都市高速道路方面も含める）
- ブース数：15
  - ETC専用：5(都市高速3、一般道2)
  - 一般：10(都市高速6、一般道4)

九州各地と福岡を結ぶ多くの高速バスやその他のマイカーなどに対応するため、ETC専用レーン、一般用レーンとも数が非常に多くなっている。

## 周辺
- 太宰府天満宮
- 九州国立博物館
- 大宰府政庁跡
- 坂本八幡宮
- 観世音寺
- 戒壇院
- 水城寺
- 学校院跡
- 老松神社
- 下大利団地
- 下大利小学校
- 福岡空港
- 朝日プリンテック 福岡工場（朝日新聞印刷工場）

## バス停留所
バス停留所を併設しているが、2016年3月26日に西鉄高速バスの北九州 - 久留米線が廃止され、停車する路線が消滅したため閉鎖されている。
北九州 - 久留米線のほか、かつては北九州 - 佐賀線の「かささぎ号」も停車していた。なお、北九州 - 熊本線「ぎんなん号」や北九州 - 長崎線の「出島号」は通過していた（前後の宇美バスストップ・基山パーキングエリアには停車）。

## 歴史
- 1975年3月13日 : 開通
- 1999年3月27日 : 福岡高速2号線　月隈出入口 - 水城出入口・太宰府IC供用開始に伴い、福岡高速と九州道が直結。
- 2021年3月26日 : 鳥栖方面からの出口を1車線から2車線に改良（従来は3車線の内、一番左の車線のみが出られたのに対して、改良後は左と真ん中の車線から出られるようになった。）

## 備考
- 九州道より福岡高速2号太宰府線へ乗り換えた場合、最初の一般道出口は金の隈出口となる（大野城出入口は博多方面にのみ接続するハーフIC）。

## 隣
E3 九州自動車道
(7) 福岡IC - (7-1) 須恵PA/スマートIC - (8) 太宰府IC - (8-1) 筑紫野IC
福岡高速2号太宰府線
(208) 大野城出入口 - (209) 水城出入口 - (8) 太宰府IC